# 前篩神經
前篩神經（anterior ethmoidal nerve）為支配鼻腔感覺的神經。該神經源自於鼻睫神經，為三叉神經眼分支的其中一條分支。鼻睫神經在分支出四個分支（由起點到終點分別為：睫狀神經節交通支、長睫神經、滑車下神經、後篩神經）後發出前篩神經，並經由前篩孔進入前篩氣室。
鼻睫神經共有三個分支，分別是腦膜支、內鼻支，和外鼻支。腦膜支會沿篩板旁進入顱腔，支配腦膜感覺。另有一支會進入鼻腔，支配鼻中膈前端的感覺。而外鼻支則會支配鼻子外側的感覺。

## 外部連結
- MedEd at Loyola GrossAnatomy/h_n/cn/cn1/cnb1.htm
- （英文）cranialnerves 在韦斯利诺曼的解剖课上（乔治城大学） (V)
- http://www.dartmouth.edu/~humananatomy/figures/chapter_45/45-6.HTM （页面存档备份，存于）